# Snow Patrol

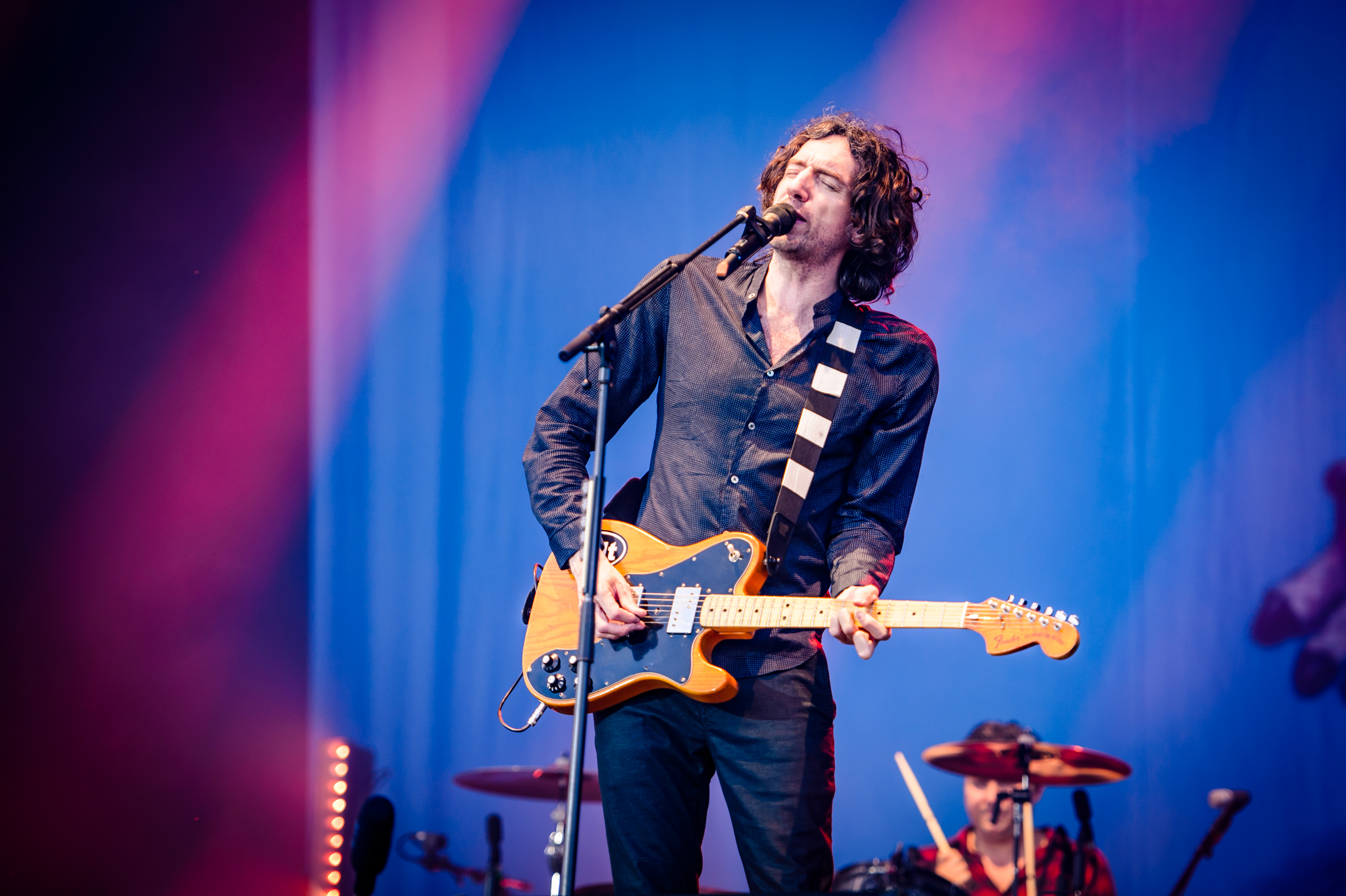
Lead-Sänger Gary Lightbody (2018)

Snow Patrol ist eine britische Rockband aus Glasgow (Schottland) und Belfast (Nordirland). Stilistisch wird die Gruppe oft dem Alternative Rock zugerechnet. Bislang hat sie weltweit über 20 Millionen Alben verkauft.

## Geschichte
Zunächst nannte sich die Band Polarbear. Unter diesem Namen hatte sie ihre erste EP Starfighter Pilot (Electric Honey Label) veröffentlicht, bevor sie sich aus rechtlichen Gründen umbenennen musste.
Ihren kommerziellen Durchbruch schafften Snow Patrol Anfang 2004 mit dem dritten Album Final Straw. In den britischen Albumcharts stieg die Platte bis auf den dritten Platz. Die Single-Auskopplung Run erreichte Platz 5 der Singlecharts. Es folgten drei weitere Singles: Chocolate und die Wiederveröffentlichung von Spitting Games schafften jeweils Positionen unter den besten 30. How to Be Dead erreichte Platz 39.
2006 erschien das Album Eyes Open, das es bis an die Spitze der britischen Charts schaffte. Die erste Singleauskoppelung wurde You’re All I Have (UK #7). Die zweite Single, Chasing Cars, erreichte im September 2006 mit dem sechsten Platz im Vereinigten Königreich zwar nicht die Spitze der Charts, befand sich jedoch insgesamt 166 Wochen in den UK Top 100 und ist damit die Single mit der höchsten Verweildauer in den britischen Singlecharts (Dezember 2015). Snow Patrol schafften mit diesem Song den Durchbruch in den USA: Erstmals gelang eine Notierung in den Billboard-Hot-100, und das gleich in den Top 10 (Platz 5).
In Deutschland ließ der Durchbruch auf sich warten. Erst durch massive Werbung gelang Anfang November der Einstieg in die Charts. Die Single Chasing Cars stieg auf Platz 12 neu ein und schaffte zwei Wochen später mit Platz 8 den Einzug in die Top 10, während sich das Album Eyes Open langsam nach oben arbeitete und es nach 36 Wochen erstmals in die Top 20 schaffte: Platz 19.
Am 24. Oktober 2008 veröffentlichten Snow Patrol ihr fünftes Album mit dem Titel A Hundred Million Suns. Die Band nahm einen Großteil des Albums in Irland (Grouse Lodge Studios) und in den Berliner Hansa-Studios, auf. Drummer Jonny Quinn äußerte sich in einem Interview im August 2008 gegenüber dem Belfast Telegraph wie folgt: “It’s still very much melody-based, but it’s different too in ways from the other albums. It’s hard to know what everyone will make of it but we’re happy. I’d go as far as to say I think it’s our best album yet.” (deutsch: „Es (das Album) ist sehr melodiös, aber auch anders als die anderen Alben. Es ist schwer abzuschätzen, wie es den Leuten gefallen wird, aber wir sind glücklich. Ich würde sagen, es ist unser bislang bestes Album.“) Die nordirische Tageszeitung „The Belfast Telegraph“ hatte sich nach dem Interview jedoch nicht an die Abmachung gehalten, den Titel erst zu publizieren, wenn die Band ihre Zusage für diesen übermitteln würde und veröffentlichte zu früh den falschen Titel des Albums mit dem Schreibfehler „One Hundred Million Suns“. Der darüber verärgerte Sänger Gary Lightbody veröffentlichte daraufhin persönlich eine Richtigstellung auf der Band-Homepage und benannte den exakten und richtigen Titel „A Hundred Million Suns“.
2009 tourte die Band als Vorgruppe bei der 360-Grad-Tour der irischen Rockband U2 durch die Fußballstadien Europas und Teilen Amerikas und traten dabei zwischen Juni und September 2009 insgesamt 18 mal auf.
Am 11. November 2011 erschien das Studioalbum Fallen Empires und debütierte in den deutschen Albumcharts auf Platz drei. Für Snow Patrol war dies die bis dato beste Chartplatzierung in Deutschland.
Am 27. März 2017 gab die Band via Facebook bekannt, dass ein neues Album möglicherweise noch im selben Jahr erscheinen soll. Es seien über die letzten Jahre insgesamt 42 Songs entstanden. Am 25. Mai 2018 erschien ihr siebtes Studioalbum Wildness.
Im September 2023 verkündeten Snow Patrol den Austritt ihrer Mitglieder Jonny Quinn und Paul Wilson.

## Verschiedenes
- Die Single-Auskoppelung Run aus dem Album Final Straw ist in der ersten Folge der apokalyptischen Fernsehserie Jericho – Der Anschlag zu hören, zudem hört man das Lied auch in einer Folge der ersten Staffel von One Tree Hill.
- Das Lied Open Your Eyes aus dem Album Eyes Open wird jeweils in der Arztserie Emergency Room (Staffel 12, Episode 22: „21 Schüsse“), in Grey’s Anatomy (Staffel 3, Episode 2 „Genug Muffins“) und am Ende einer Folge der Soap Hand aufs Herz (Folge 18) gespielt.
- Die Vorlage für das Musikvideo Open Your Eyes (2007) bildete der Kurzfilm C’était un rendez-vous (1976) von Claude Lelouch: unterlegt mit dem Song wird eine schnelle Autofahrt durch Paris gezeigt, wo an jenem frühen Sommermorgen praktisch noch kein Verkehr herrscht.
- Der Song Chasing Cars ist im Staffelfinale von Grey’s Anatomy (Staffel 2, Folge 27), mehrfach in einer Folge der Serie GSG 9 – Ihr Einsatz ist ihr Leben (Staffel 1, Folge 7), in Hauptmenü und Abspann der DVD zum deutschen Kinofilm Wo ist Fred?, sowie in der dritten Staffel von One Tree Hill zu hören.
- Bei Grey’s Anatomy wurde Chasing Cars im Rahmen einer Musicalfolge (Staffel 7, Folge 18: „Song Beneath the Song“) durch mehrere Protagonisten interpretiert.
- Der Song Take Back the City ist in der Folge „Die Braut“ von Alarm für Cobra 11 (Staffel 14, Folge 2) zu hören.
- Die Songs Make This Go On Forever sowie Somewhere a Clock Is Ticking wurden ebenfalls in der Serie Grey’s Anatomy verwendet.
- Der Song What if the Storm Ends wird am Schluss der Folge „Sander in der Falle“ der ZDF-Serie Küstenwache (Staffel 17, Folge 5) verwendet.
- Für die Unterstützung der Kampagne Make Some Noise von Amnesty International nahmen Snow Patrol eine Coverversion des John-Lennon-Klassikers Isolation auf.
- Für den Soundtrack zum Blockbuster Spider-Man 3, der am 1. Mai 2007 in den deutschen und österreichischen Kinos startete, steuerte die Gruppe den Titelsong Signal Fire bei. Damit sind Snow Patrol nach Chad Kroeger und Josey Scott (Spider-Man) sowie Ana Johnsson (Spider-Man 2) die dritten Interpreten eines Titellieds aus der Spider-Man-Trilogie.[7]
- Der Song Run wurde erfolgreich von Leona Lewis gecovert.
- 2010 wurde Set the Fire to the Third Bar im offiziellen Trailer zur Verfilmung des Bestsellers Das Leuchten der Stille verwendet.
- 2010 wurde der Song Run als Titelsong zum Film Wie durch ein Wunder verwendet.
- Ende 2011 wurde der Song Called Out in the Dark zum offiziellen Song der Wintersportübertragungen der ARD Sportschau.
- Seit 2012 wird der Song Berlin für einen TV-Werbespot der irischen Tourismusbranche im deutschen Fernsehen verwendet.
- Im Trailer zum Animationsfilm Epic – Verborgenes Königreich sind Teile aus dem 16-minütigen Song The Lightning Strike zu hören.
- 2010 wurde im Film "Mit Dir an meiner Seite" (Originaltitel: The Last Song) der Song "Shut Your Eyes" gespielt.

## Diskografie
Studioalben

| Jahr | Titel                                         | Höchstplatzierung, Gesamtwochen, AuszeichnungChartplatzierungen (Jahr, Titel, Platzierungen, Wochen, Auszeichnungen, Anmerkungen) | Höchstplatzierung, Gesamtwochen, AuszeichnungChartplatzierungen (Jahr, Titel, Platzierungen, Wochen, Auszeichnungen, Anmerkungen) | Höchstplatzierung, Gesamtwochen, AuszeichnungChartplatzierungen (Jahr, Titel, Platzierungen, Wochen, Auszeichnungen, Anmerkungen) | Höchstplatzierung, Gesamtwochen, AuszeichnungChartplatzierungen (Jahr, Titel, Platzierungen, Wochen, Auszeichnungen, Anmerkungen) | Höchstplatzierung, Gesamtwochen, AuszeichnungChartplatzierungen (Jahr, Titel, Platzierungen, Wochen, Auszeichnungen, Anmerkungen) | Anmerkungen                              |
| Jahr | Titel                                         | DE | AT | CH | UK | US | Anmerkungen                              |
| ---- | --------------------------------------------- | --- | --- | --- | --- | --- | ---------------------------------------- |
| 1998 | Songs for Polarbears                          | — | — | — | UK— GoldUK | — | Erstveröffentlichung: 31. August 1998    |
| 2001 | When It’s All Over, We Still Have to Clear Up | — | — | — | UK— GoldUK | — | Erstveröffentlichung: 5. März 2001       |
| 2003 | Final Straw                                   | — | — | — | UK3 ×6Sechsfachplatin · (145 Wo.)UK                                                                                               | US91 Gold · (31 Wo.)US | Erstveröffentlichung: 4. August 2003     |
| 2006 | Eyes Open                                     | DE17 ×3Dreifachgold · (60 Wo.)DE                                                                                                  | AT3 Platin · (47 Wo.)AT | CH15 Gold · (49 Wo.)CH | UK1 ×8Achtfachplatin · (151 Wo.)UK                                                                                                | US27 Platin · (66 Wo.)US | Erstveröffentlichung: 1. Mai 2006        |
| 2008 | A Hundred Million Suns                        | DE14 Gold · (26 Wo.)DE | AT17 (9 Wo.)AT | CH7 (13 Wo.)CH | UK2 Platin · (29 Wo.)UK | US9 (13 Wo.)US | Erstveröffentlichung: 24. Oktober 2008   |
| 2011 | Fallen Empires                                | DE3 Gold · (19 Wo.)DE | AT10 (10 Wo.)AT | CH6 (19 Wo.)CH | UK3 Platin · (23 Wo.)UK | US5 (11 Wo.)US | Erstveröffentlichung: 11. November 2011  |
| 2018 | Wildness                                      | DE9 (7 Wo.)DE | AT11 (3 Wo.)AT | CH3 (9 Wo.)CH | UK2 Gold · (15 Wo.)UK | US49 (1 Wo.)US | Erstveröffentlichung: 25. Mai 2018       |
| 2024 | The Forest Is the Path                        | DE13 (1 Wo.)DE | AT17 (1 Wo.)AT | CH10 (2 Wo.)CH | UK1 (2 Wo.)UK | — | Erstveröffentlichung: 13. September 2024 |